# Timalie à tête noire
Dumetia atriceps, Rhopocichla atriceps
Espèce
Statut de conservation UICN

 LC  : Préoccupation mineure
La Timalie à tête noire (Dumetia atriceps) est une espèce de passereaux de la famille des Timaliidae. Elle était classée auparavant parmi les Sylviidae. En 2019, le genre monotypique Rhopocichla représenté par cette seule espèce est fusionné avec le genre Dumetia,. Cette modification, validée par le Congrès ornithologique international, n'est pas encore reprise au niveau des sources taxonomiques.

## Illustrations
- Photos

## Description
Elle mesure 13 cm de long y compris sa queue assez longue. Elle est brune au-dessus et blanche au-dessous. Le bec court est noir. Les deux sous-espèces des Ghâts occidentaux en Inde ont des cagoules noires, tandis que les deux du Sri Lanka ont seulement un masque noir. Elle possède de courtes ailes arrondies et a un vol limité.
Elle peut être difficile à observer dans la végétation dense où elle se trouve et ses appels caractéristiques sont souvent la meilleure indication de sa présence.

## Alimentation
Elle se nourrit essentiellement d'insectes.

## Reproduction
Elle construit son nid dans un buisson, caché dans la masse dense du feuillage. La couvée est généralement de deux œufs.

## Répartition

Timalie à tête noire

Cet oiseau vit au Sri Lanka et dans les Ghâts occidentaux.

## Habitat
Son habitat est les sous-bois denses et les jungles de bambous. 
Cette espèce n'est pas migratrice.

## Liste des sous-espèces
Selon A. Peterson :
- Dumetia atriceps atriceps (Jerdon) 1839
- Dumetia atriceps bourdilloni (Hume) 1876
- Dumetia atriceps nigrifrons (Blyth) 1849
- Dumetia atriceps siccata (Whistler 1941)